# Museo delle Forze sottomarine russe

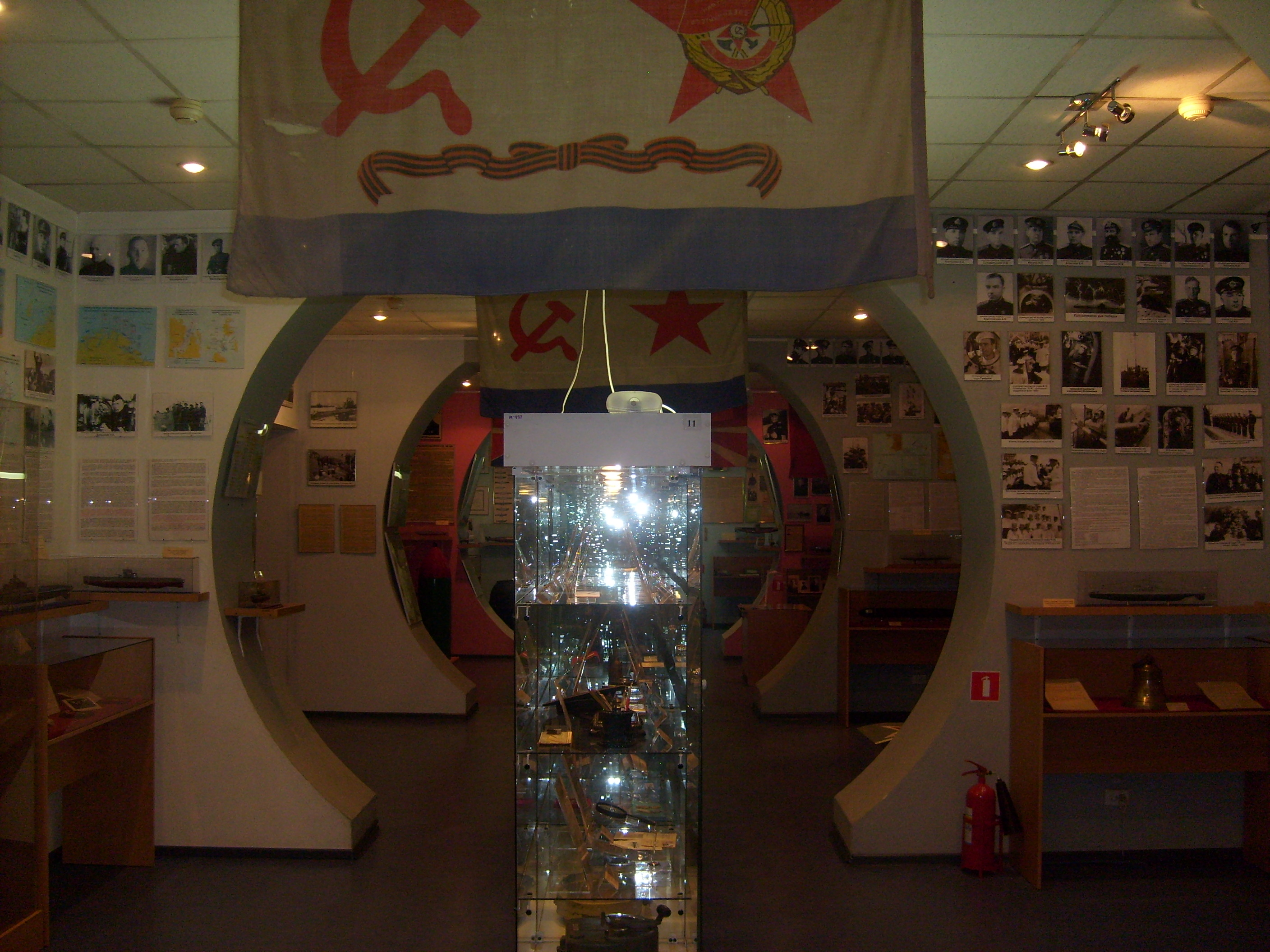
Atrio del museo

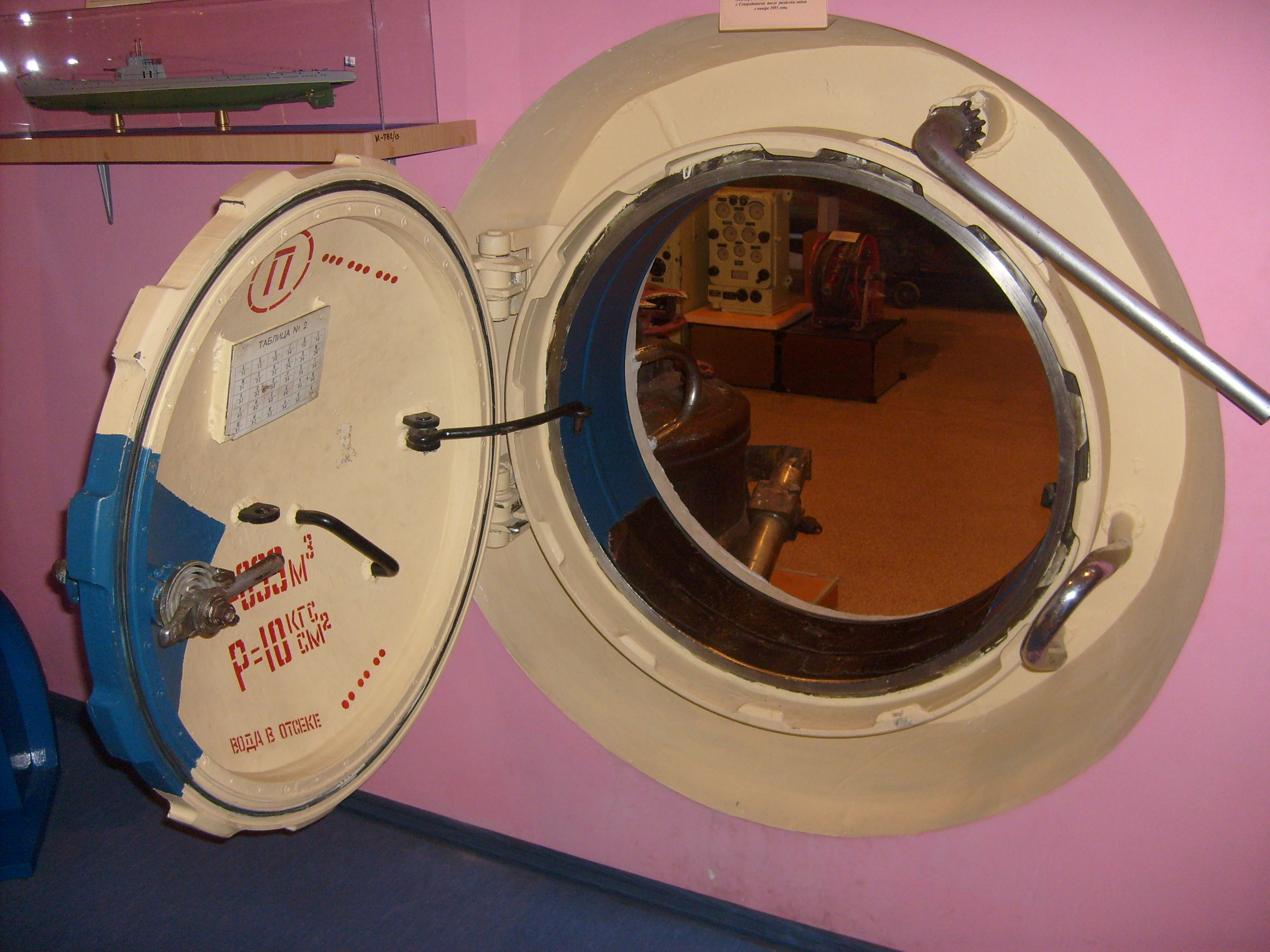
Portello del K-385

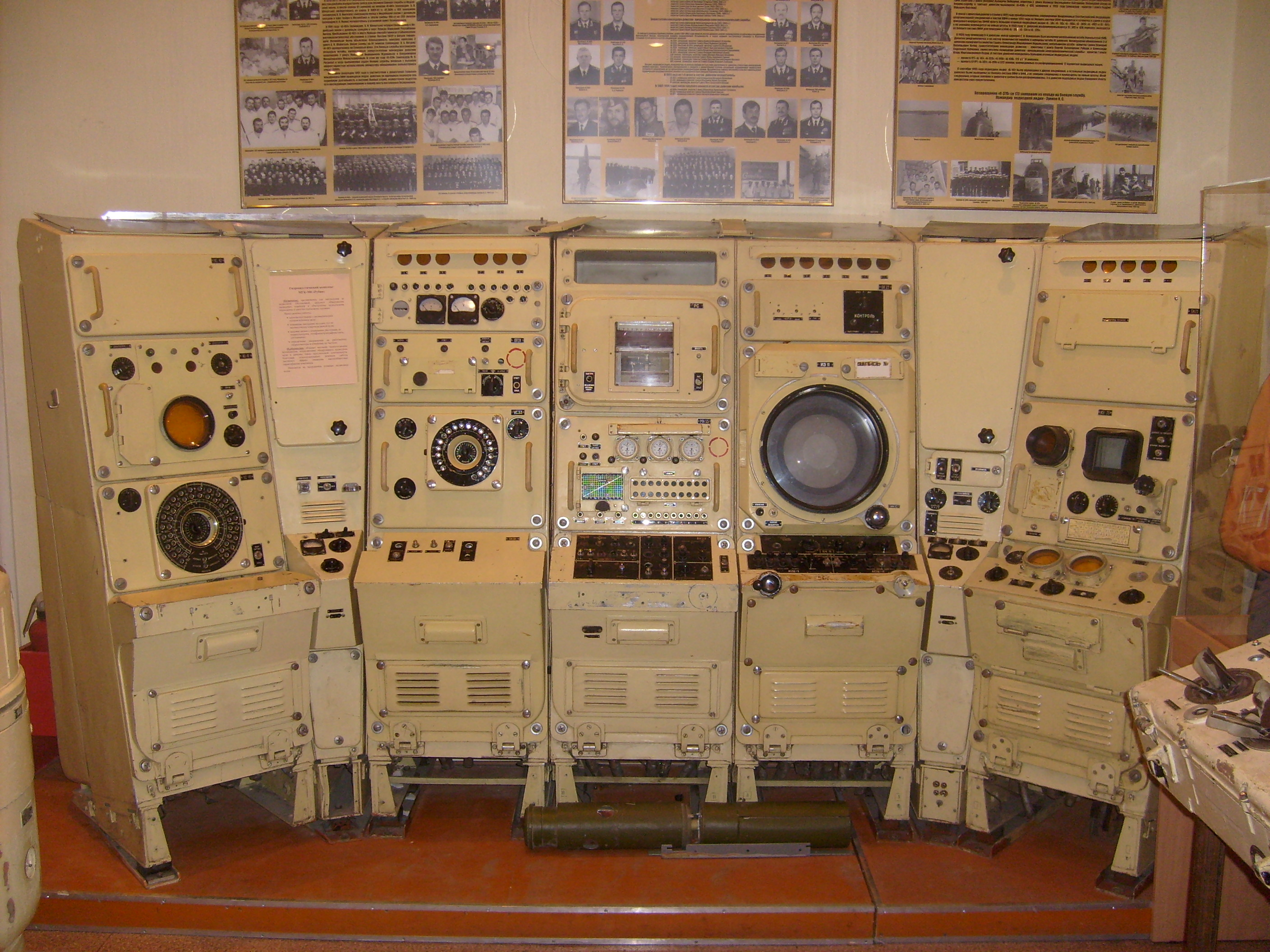
Pannello di controllo del sistema sonar "Rubin"

Il Museo delle Forze sottomarine russe "A.I. Marinesko" (in russo Музей подводных сил России им. А. И. Маринеско?) di San Pietroburgo, fondato nel 1997, è l'unico del genere in Russia patrocinato dallo Stato.

## Storia
Istituito nel 1997 con ordinanza del governatore della città federale di San Pietroburgo del 7 maggio 1997, n. 400; il museo è stato inaugurato il 27 ottobre 1997. Situato in un appartamento al piano terra di Kondratievsky prospekt, al primo blocco del civico 83. Il museo, in particolare, sorge in prossimità del cimitero in cui è sepolto, assieme ad altri sommergibilisti, l'asso dei sottomarini sovietici Aleksandr Ivanovič Marinesko.
Nel 1998, in un giardinetto accanto all'edificio che ospita il museo, è stata installata la falsa torre (o vela) del sottomarino convenzionale B-107 della classe Foxtrot (progetto 641). Nel 2007 la struttura è stata restaurata con l'installazione di una botola del sottomarino nucleare K-385 della classe Delta (progetto 667B secondo la classificazione russa) su una delle pareti della sala, dando ai visitatori del museo la possibilità di passare dalla prima alla seconda sala attraverso questo portellone come dei veri sommergibilisti.

## Esposizione
L'esposizione permanente si trova nelle due sale principali, atrio, sala conferenze e nello spazio all'aperto nei pressi del museo. La prima sala è suddivisa in cinque locali simili a paratie, dando al pubblico l'impressione di essere a bordo di un vero sottomarino. Il museo contiene circa 13.500 reperti e continua a crescere. L'esposizione copre il periodo che va dai primi sommergibili antecedenti alla rivoluzione sino ai sottomarini nucleari moderni di oggi. Sono inoltre esposti oggetti personali, documenti, foto, modelli sottomarini, attrezzature originali utilizzate in precedenza dei battelli e altro ancora. Periodicamente, il museo ospita mostre tematiche nelle ricorrenze che hanno caratterizzato la storia della Marina russa, riunioni e incontri di ex sommergibilisti e pubblica il bollettino periodico Notiziario sottomarino.